# Jingle
Der Jingle (englisch jingle [ˈdʒɪŋgl̩] Bimmeln, Klimpern) ist ein Anglizismus für die kurze einprägsame Erkennungsmelodie eines Radio- oder Fernsehsenders oder für ein bestimmtes Programm dieses Senders: kurze Tonfolgen oder Melodien, vokal oder instrumental ausgestrahlt und mit hohem Wiedererkennungseffekt. Andere Begriffe sind Sound- oder Audio-Logo.

## Geschichte
Die ersten Jingles wurden in den USA zunächst für Werbezwecke im Rahmen der Radiowerbung von den Radiosendern ausgestrahlt. Am 24. Dezember 1926 (Heiligabend) wurde vom Radiosender WCCO (Minneapolis) der erste zu Werbezwecken dienende Jingle ausgestrahlt. Er wurde von der A-cappella-Gruppe Wheaties Quartet gesungen (Have you tried Wheaties?) und bewarb drei Jahre lang Frühstücksflocken der Firma General Mills. Das Produkt sollte wegen seiner schwachen Umsätze eigentlich vom Markt genommen werden; jedoch soll der Erfolg des Jingles zu einer enormen Umsatzsteigerung beigetragen haben.
Seitdem verbreiteten sich die Werbejingles als neues Werbemittel im US-Radio. Pepsi begann mit dem Slogan Pepsi-Cola hits the Spot ab etwa 1930, der 1940 von der Zeitschrift Life als „unsterblich“ eingestuft wurde. 1941 war dieser Jingle der erste am meisten verbreitete in den USA, der auch ab Dezember 1941 eine Million Mal auf Schallplatte für Jukeboxen gepresst wurde. 1949 wurde der Jingle von 469 Radiosendern insgesamt 296.426 Mal gespielt. James Deans erster beruflicher Auftritt als Filmschauspieler war die Filmproduktion dieses Jingles am 13. Dezember 1950.
Zunehmend wurden Jingles auch bei gesponserten Programmen eingesetzt. Ende 1939 hat die NBC in San Francisco in der Sendung The Woman’s Magazine of the Air den ersten gesungenen Werbespot für Caswell’s National Crest Coffee eingesetzt. Der erste Jingle als akustische Identifikation eines Radiosenders (Station identification) lief am 11. November 1947 bei KLIF (Dallas); und hatte einen großen Anteil an der Wiedererkennbarkeit des Senders.
Vielen Quellen zufolge gilt Elly Heuss-Knapp, die Frau des ersten Bundespräsidenten der BRD, als die eigentliche Erfinderin. Sie entwickelte ab 1933 Jingles für Unternehmen wie Nivea, Erdal, Kaffee Hag, Blaupunkt sowie Persil und hatte sich die Idee des akustischen Warenzeichens wenig später patentieren lassen.

## Top-40-Radio
Im Wettbewerb um die Aufmerksamkeit des Zuhörers war ein konsistentes Image eines Radiosenders in den USA wegen der großen Zahl von Sendern von Bedeutung. Bereits 1940 gab es 705 kommerzielle Radiosender in den USA. Populär wurden Formatradiosender, die ganztägig die aktuelle Hitparade ausstrahlten und sich „Top-40-Radio“ nannten. Der erste Top-40-Sender KOWH in Omaha begann 1951 mit diesem Programmformat, was den Marktanteil des Senders in Omaha von 4 % auf 45 % zum Jahresende 1951 ansteigen ließ. Zur selben Zeit entwickelten diese Sender einen Jingle zur akustischen Senderkennung, um den Hörereindruck zu verfestigen. Das war auch nötig, weil alle Top-40-Sender die gleichen Platten spielten und sich deshalb vom Programminhalt her nicht unterschieden.
Wurden bisher die weitaus meisten Jingles eigenproduziert, so begann William B. Meek in Dallas ab 1951 mit der Jingle-Produktionsfirma PAMS, die für Radiosender die Jingles herstellte. Sie bot später Jingle-Pakete für unterschiedliche Zwecke an, bei denen der Sendername jeweils in die vorproduzierten Jingles durch Overdubbing hinzugefügt wurde. Es folgten Countdown-Jingles, mit denen die obersten Ränge der Hitparade – insbesondere der Nummer-eins-Hit – angekündigt wurden. Zum populärsten Top-40-Sender der USA entwickelte sich WABC-FM in New York, die ab 1960 mit ihrem Start in dieses Sendeformat Jingles einsetzte. Top-40-Radio war über 30 Jahre lang das dominierende Format.
Der Jingle wurde für die meisten Radioverantwortlichen ein weitaus bedeutsameres Handelsinstrument als seine Funktion als Trennungsspot für die Werbeblöcke. Der Jingle begann als mehr oder weniger schrille akustische Identifizierung des Sendernamens, er übernahm in den sechziger Jahren bereits die Aufgabe als Nachrichten-Intro oder Wetter-Untermalung (Musikbett). 1961 führte PAMS das Sonovox ein, ein Gerät, mit dem Stimmen verfremdet werden konnten, so dass sie sich wie eine Roboterstimme anhörten.
Für den Radio-DJ Tom Donahue (KSAN) hatte das Top-40-Radio den Rock & Roll zu einer aufsteigenden Industrie werden lassen und die Radiosender mit Jingles vollgestopft. Donahue war deshalb ab April 1967 bei KPMX (San Francisco) dazu übergegangen, nicht mehr 3-minütige Hitsingles zu spielen, sondern ausgedehnte Tracks von Rock-Alben – das Underground-Radio war geboren.

## Europa
Einer der weltweit berühmtesten Jingles war das von der BBC während des Zweiten Weltkriegs verwendete Anfangsmotiv aus dem ersten Satz der 5. Sinfonie von Beethoven, das mit dem Morsezeichen „ · · · −“ für V(ictory) verbunden wurde. In Europa übernahmen später die Piratensender die von PAMS produzierten Jingles, wiederum durch Overdubbing auf den jeweiligen Sender individuell zugeschnitten. 
Der niederländische Sender Radio Veronica ging erstmals im Oktober 1959 auf Sendung, es folgten insbesondere Radio Caroline (März 1964) oder Wonderful Radio London (Dezember 1964). Diese Piratensender strahlten spektakuläre, Minuten dauernde Jingles aus. BBC Radio 1 bestellte 1967 ebenfalls bei PAMS die ersten Jingle-Pakete. Radio Luxemburg führte eigenproduzierte Jingles zunächst im englischsprachigen Programm ein, dann aber auch bei dem im April 1958 gestarteten deutschsprachigen Programm.

## Deutschland
Der bis Januar 1984 konkurrenzlose öffentlich-rechtliche Rundfunk in Deutschland begnügte sich bei seiner akustischen Senderkennung lange Zeit mit einem simplen, maximal sieben Töne umfassenden Pausenzeichen (interval signal) als Jingle-Ersatz. Es wurde von einem Instrument gespielt oder von einem so genannten Pausenzeichengeber erzeugt. Jingles als Senderkennung tauchten erst auf, als das öffentliche Radio sich spät mit „moderner Musik“ der Jugend zuwandte und die ersten DJs einsetzte. Der erste war Chris Howland, ein ehemaliger DJ des britischen Truppensenders BFN in Köln, der ab Oktober 1961 zum WDR wechselte, dort die Hörfunksendung Spielereien mit Schallplatten moderierte und Teile der fortschrittlichen BFBS-Kultur in seine Sendungen einbaute.
Seit Gründung der ersten privaten Radiosender im Januar 1984 sind auch Jingles in Deutschland verbreitet bekannt geworden.

## Anforderungen an Jingles und Arten
Grundidee eines Jingles ist sein Erinnerungs- und Wiedererkennungswert beim Hörer. Ein musikalischer Hinweis ist erinnerungsfähiger als ein gesprochener. Jingles müssen so simpel komponiert und produziert sein wie Kinderlieder. Sie sollten eine Hookline enthalten, die den Wiedererkennungswert steigert. Die klassischen Jingles bestehen aus 5 Chor-Stimmen (davon 3 männliche); auch zehn- bis zwanzigköpfige Chöre sangen den Sendernamen in einer einfachen, einprägsamen Tonfolge im Rahmen einer Eigenwerbung. Ein eingängiger Jingle war ab 1960 das Markenzeichen eines jeden Top-40-Senders. Die meisten Jingles wurden in Dallas in Bill Meeks Tonstudio PAMS produziert, seine Produktionen genossen lange Zeit Monopolstatus und besaßen einen weitgehend vereinheitlichten Sound. 
WABC begann 1960 als Top-40-Radiosender und setzte seitdem Jingles ein, ebenfalls ab 1962 von PAMS Productions in Dallas produziert. Die permanente Wiederholung der eingesetzten Jingles basiert auf Sigmund Freuds Theorie vom Wiederholungszwang, wonach bereits bei Kindern das ständige Wiederholen einen Lerneffekt auslösen kann. Ihre simple Form macht sie eingängig und kann manche Jingles zum Ohrwurm-Status führen. Mehr noch als gespielte Platten oder DJs stellen für Fong-Torres Jingles das bedeutendste Element einer Senderstrategie im Hinblick auf den Erinnerungseffekt zu Gunsten eines bestimmten Radiosenders dar.
Die Verbindung von Text und Melodie erwies sich als memorierbarste Form eines Claims. Der Sprecher der auditiven Verpackung wird als Stationvoice bezeichnet. Das Audio-Logo oder Audio-CI (für Corporate Identity) kann auch aus Geräuschen oder einer Mischung aus kompositorischen Tönen und Geräuschen bestehen (z. B. Audi, BMW). Wichtig für die Verknüpfung von Logo und Marke ist eine möglichst häufige und konsequente Nutzung des Audio-Logos in allen die Marke betreffenden Medien wie TV, Radio, Internet, Telefon-Warteschleifen oder Computer-Systemklänge. Unter diesen Voraussetzungen übernehmen Jingles eine inhaltliche Konditionierung. Jingles und andere Geräusche können als Hörmarke geschützt werden.
Im Hörfunk wird mit folgenden Fachbegriffen zwischen unterschiedlichen Arten von Jingles unterschieden. Allerdings gibt es keine einheitlich gültige Terminologie:
- Backtimer: Instrumentalaufnahme, welche die Lücke zwischen einem Musiktitel und einem zeitlich fixierten Element, z. B. Nachrichten, füllt
- Bumper/Opener: meist kurzer Jingle ohne anschließendes Musikbett zur Ankündigung/Eröffnung einer Sendung oder Rubrik, z. B. Nachrichten, Verkehrsfunk, Wetter
- Claim: beinhaltet den Sendernamen, oft die Frequenz oder einen Slogan, in gesprochener oder gesungener Form
- Closer/Stinger: Jingle zum Beenden von Moderationen oder Musikbetten
- Countdown-Jingle: wird zumeist bei Hitparaden eingesetzt und zählt die ranghöchsten Platzierungen rückwärts bis zum Nummer-eins-Hit
- Donut: Musikbett einer bestimmten Länge, an dessen Anfang und Ende eine gesungene oder gesprochene Kennung steht
- Drop-In: ein gesprochener Text, der während eines Musikstücks eingesetzt wird, auch als Shout (gerufen von einem Chor) oder Whisper (geflüstert)
- Funjingle: ein Jingle mit einer Pointe oder einem witzigen Soundeffekt
- Hook/Hookline: die Stelle eines Liedes, an der man es sofort wiedererkennt
- Hookpromo/Hookcollage/Musikpositioning: Zusammenstellung mehrerer Hooklines für den Sender charakteristischer Musiktitel[19]
- Musikbett/Modbed: instrumentale, oft geloopte Unterlegemusik für gesprochenen Text
- Promo: Jingle zur sendereigenen Werbung, der z. B. bei Gewinnspielen oder der Ankündigung von Konzerten eingespielt wird
- Ramp: Musikbett, dem nach einer angegebenen Länge eine gesungene oder gesprochene Kennung folgt
- Shotgun: kurzer prägnanter Jingle
- Showopener: eröffnet eine Sendung zur vollen Stunde bzw. eine bestimmte Sendung, z. B. Chartshow
- Servicejingle: ARI-Signal, z. B. Piepton für Verkehrsmeldungen oder Nachrichtenjingle
- Tag: gesungene oder gesprochene Kennung, der ein Musikbett einer bestimmten Länge folgt
- Trailer: ähnlich wie Promo, aber eher mit Bezug zu programmeigenen Sendungen
- Transition: Verbindungselement für Musiktitel verschiedener Tempi, Intensitäten oder Genres für sanfte Übergänge zwischen Musiktiteln
- Tusch: Oft werden in Unterhaltungsshows bekannte Musikzitate nach einer Pointe des Moderators oder von Gästen als Tusch gespielt, der Tusch kann auch als Signal an das (bezahlte) Publikum dienen, mit Applaus einzusetzen.

## Beispiele
Im deutschsprachigen Raum bekannt gewordene Jingles sind im Bereich der Werbung etwa Every time a good time oder Nichts geht über Bärenmarke …, ferner z. B. die verschiedenen Titelmelodien (Fanfaren) der Tagesschau oder die Tonfolge (Solang der alte Peter) des Bayerischen Rundfunks zu den Meldungen des Verkehrsfunks.
Bei steigendem Bekanntheitsgrad werden auch gelegentlich die Texte weggelassen, da man davon ausgehen kann, dass der Text schon in den Köpfen eingebrannt ist und von der Werbezielgruppe selbst gesungen wird. Beispiele hierfür wären: Wenn’s um Geld geht … oder Auf diese Steine können Sie bauen.
Weitere bekannte Werbemelodien:
- Deutsche Telekom
- Audi
- Meine Quelle (Quelle GmbH)
- Jeder Werbespot der LBS wird am Ende von einer Animation und der charakteristischen Klangfolge von drei Tönen begleitet.
- Jede Werbesendung, die einen Prozessor der Firma Intel erwähnt, wird von einer charakteristischen Klangfolge mit fünf Tönen begleitet.